# یواس‌اس جورج (دی‌ئی-۶۹۷)
یواس‌اس جورج (دی‌ئی-۶۹۷) (به انگلیسی: USS George (DE-697)) یک کشتی بود که طول آن ۳۰۶ فوت (۹۳ متر) بود. این کشتی در سال ۱۹۴۳ ساخته شد.